# Barnardara demoori
Barnardara demoori is een haft uit de familie Caenidae. De wetenschappelijke naam van de soort is voor het eerst geldig gepubliceerd in 1995 door McCafferty & Provonsha.
De soort komt voor in het Afrotropisch gebied.